# Ashley (Nowa Zelandia)
Ashley – miasto w Nowej Zelandii, na Wyspie Południowej, w regionie Canterbury.